# In Clothes Called Fat
In Clothes Called Fat (яп. 脂肪と言う名の服を着て сибо: то иу на но фуку о китэ) — манга популярной мангаки Моёко Анно, выходившая в еженедельном журнале «Сюкан Дзёсэй» издательства Shufu To Seikatsu Sha Co. Ltd в 1996—1997 годах. Это журнал для взрослой женской аудитории (дзёсэй). In Clothes Called Fat является одной из ранних работ Анно.
In Clothes Called Fat была переведена на французский (2006 год, издательство Kana), итальянский (2007 год, Kappa Edizioni) и английский языки (2014, Vertical, Inc.).
В 2009 году французское издание было номинировано на премию Международного фестиваля комиксов в Ангулеме.
Манга привлекла внимание критики из-за необычной тематики: главной героиней является японская офис-леди Ноко, страдающая от комплекса неполноценности из-за лишнего веса и терпящая насмешки на работе. Она также страдает от расстройства приёма пищи.

## История публикации
Манга публиковалась в журнале «Сюкан Дзёсэй» под названием Yasenakya Dame! (яп. やせなきゃダメ！ ясэнакя дамэ) с июня 1996 по сентябрь 1997 года, отдельная завершающая глава была выпущена в 1997 году в журнале Young Berry (яп. ヤング・ベリー янгу бэри:) издательства Shufu To Seikatsu Sha Co. Ltd.
Единственный том In Clothes Called Fat был опубликован тем же издательством в ноябре 1997 года под лейблом GIGA Comics ещё до выхода завершающей главы. Затем манга дважды переиздавалась разными издательствами в полном варианте с финальной главой: Shodensha в 2002, Bungeishunju в 2009 году.

## Сюжет
Ноко Ханадзава (яп. 花沢 のこ Ханадзава Ноко) переживает из-за своего лишнего веса, впрочем, в начале манги она не несчастлива: у неё есть бойфренд и друзья. Однако коллега Ноко по имени Маюми Татибана (яп. 橘 マユミ Татибана Маюми), стройная, красивая и уверенная в себе женщина, соблазняет Тосихико Сайто (яп. 斉藤 利彦 Сайто: Тосихико), парня Ноко. Он начинает плохо обращаться с Ноко, которую охватывает патологическое желание потери веса. У героини начинается нервная анорексия — она вызывает тошноту после каждого приема пищи. Тем временем Маюми подставляет Ноко на работе, и ту переводят на нижний этаж здания к группе таких же «неудачников», причём все они смеются над её весом. В конце манги Ноко теряет вес, однако не становится от этого счастливее.

## Отзывы
Манга была встречена положительными отзывами. Критикам понравился и сюжет, и реалистичные персонажи (каждый со своими недостатками), и рисунок манги. Как пишет рецензент Comic Book Resources, недостатком главным героини является не внешность, а безволие и невозможность постоять за себя, что привлекает садистку Маюми.